# Giovanni Giudici (vescovo)
Giovanni Felice Giudici (Varese, 6 marzo 1940 – Varese, 18 gennaio 2024) è stato un vescovo cattolico italiano.

## Biografia
Nacque a Varese, città capoluogo di provincia nell'arcidiocesi di Milano, il 6 marzo 1940. Il giornalista Liliano Frattini era suo cognato.

### Formazione e ministero sacerdotale
Frequentò le scuole a Varese e, grazie ad una borsa di studio, trascorse un anno di studio negli Stati Uniti d'America durante l'anno scolastico 1957-1958. Dopo aver conseguito la maturità classica nel 1959, entrò nel seminario arcivescovile di Milano.
Il 27 giugno 1964 fu ordinato presbitero, nella cattedrale di Milano, dall'arcivescovo Giovanni Colombo (poi cardinale).
Tra i primi incarichi fu al servizio della segreteria del cardinale Giovanni Colombo e fu assistente presso il "Collegio d'Oltremare", un'istituzione voluta dal cardinale Giovanni Battista Montini per gli studenti stranieri a Milano. Nel 1967 iniziò ad insegnare presso il seminario arcivescovile di Seveso. Nel 1971 divenne assistente diocesano dei giovani dell'Azione Cattolica. Nel 1972 si laureò in lingue e letteratura moderne presso l'Università commerciale Luigi Bocconi.
Nel 1979 fu nominato parroco di Sant'Anna Matrona nel quartiere Portello; nel 1984 venne eletto decano del decanato di Porta Vercellina.
Nel 1988 il cardinale Carlo Maria Martini lo nominò vicario episcopale della zona pastorale II di Varese.

### Ministero episcopale
Il 9 giugno 1990 papa Giovanni Paolo II lo nominò vescovo ausiliare di Milano e vescovo titolare di Usula. Il 29 giugno successivo ricevette l'ordinazione episcopale, nella cattedrale di Milano, dal cardinale Carlo Maria Martini, co-consacranti i vescovi Renato Corti e Bernardo Citterio.
Il 1º febbraio 1991 il cardinale Martini lo nominò vicario generale dell'arcidiocesi di Milano.
Il 14 settembre 2002 fu procuratore del cardinale Dionigi Tettamanzi per la presa di possesso dell'arcidiocesi di Milano.
Il 1º dicembre 2003 papa Giovanni Paolo II lo nominò vescovo di Pavia; succedette a Giovanni Volta, dimessosi per raggiunti limiti di età. L'11 gennaio 2004 prese possesso della diocesi.
Il 27 maggio 2006 diventò inoltre gran priore per l'Italia settentrionale dell'Ordine equestre del Santo Sepolcro di Gerusalemme, fino al 21 novembre 2010, data in cui il decreto di nomina a gran priore di luogotenenza venne consegnato al suo successore mons. Oscar Cantoni. Fu inoltre cappellano conventuale ad honorem del Sovrano Militare Ordine di Malta, con ascrizione al gran priorato di Lombardia e Venezia.
Il 22 aprile 2007 accolse papa Benedetto XVI in pellegrinaggio sulla tomba di sant'Agostino.
Nel novembre 2009 fu nominato presidente del Consiglio nazionale della sezione italiana dell'associazione Pax Christi; nel novembre 2014 gli succedette mons. Giovanni Ricchiuti.
Nel settembre 2010 fu eletto membro della commissione episcopale per i problemi sociali e il lavoro, la giustizia e la pace all'interno della Conferenza Episcopale Italiana. Fece parte del gruppo Etica e Finanza.
Il 21 ottobre 2012 riaprì al culto la cattedrale di Pavia, chiusa per restauri dopo il crollo della Torre civica del 1989.
Il 20 giugno 2013 riconobbe come miracolosa la guarigione di Danila Castelli, avvenuta a Lourdes il 4 maggio 1989.
Il 16 novembre 2015 papa Francesco accolse la sua rinuncia, presentata per raggiunti limiti di età, al governo pastorale della diocesi di Pavia; gli succedette Corrado Sanguineti, del clero di Chiavari. Rimase amministratore apostolico della diocesi fino all'ingresso del successore, avvenuto il 24 gennaio 2016.
Da vescovo emerito si trasferì a Varese, nel quartiere della Brunella.
Malato da tempo, morì il 18 gennaio 2024, all'età di 83 anni, presso l'ospedale di Circolo a Varese. Il 20 gennaio fu celebrata una messa di suffragio nella cattedrale di Milano dall'arcivescovo Mario Delpini e, nel pomeriggio, la salma venne portata nella sala Pertusati del palazzo vescovile di Pavia per l'omaggio della città. Dopo le esequie, celebrate il 22 gennaio dal vescovo Corrado Sanguineti nella cattedrale di Pavia, fu sepolto nello stesso edificio.

## Genealogia episcopale e successione apostolica
La genealogia episcopale è:
- Cardinale Scipione Rebiba
- Cardinale Giulio Antonio Santori
- Cardinale Girolamo Bernerio, O.P.
- Arcivescovo Galeazzo Sanvitale
- Cardinale Ludovico Ludovisi
- Cardinale Luigi Caetani
- Cardinale Ulderico Carpegna
- Cardinale Paluzzo Paluzzi Altieri degli Albertoni
- Papa Benedetto XIII
- Papa Benedetto XIV
- Papa Clemente XIII
- Cardinale Enrico Benedetto Stuart
- Papa Leone XII
- Cardinale Chiarissimo Falconieri Mellini
- Cardinale Camillo Di Pietro
- Cardinale Mieczysław Halka Ledóchowski
- Cardinale Jan Maurycy Paweł Puzyna de Kosielsko
- Arcivescovo Józef Bilczewski
- Arcivescovo Bolesław Twardowski
- Arcivescovo Eugeniusz Baziak
- Papa Giovanni Paolo II
- Cardinale Carlo Maria Martini, S.I.
- Vescovo Giovanni Giudici

La successione apostolica è:
- Vescovo Andrea Migliavacca (2015)

## Araldica
| Stemma | Blasonatura | Descrizione |
| ------ | --- | --- |
|        | D'azzurro, al destrocherio di carnagione rivestito di rosso, impugnante un'anfora di terracotta al naturale monoansata, posta in banda; accompagnato nel capo da tre stelle a sei punte ordinate in fascia, e nella punta da tre burelle ondate, il tutto d'argento. | Il motto "Haurite nunc et ferte" significa "Attingete e portate" ed è l'esortazione che Gesù fece ai servi, in riferimento al miracolo dell'acqua trasformata in vino, durante le nozze di Cana descritte nel Vangelo di Giovanni. Il braccio destro presente nello scudo indica proprio l'atto di attingere e versare l'acqua, rappresentata nella parte inferiore dalle linee d'argento, ondeggianti. Si tratta del simbolo del ministero episcopale che attinge i doni della grazia celeste e li distribuisce ai fedeli. Nella parte superiore dello scudo sono rappresentate tre stelle d'argento, simbolo della Trinità che tutto governa. Il campo azzurro richiama il cielo ed è simbolo di santità, elevazione e serenità della vita; esso trasmette un messaggio di pace, come lo è il semplice gesto del braccio, in un atto di umile servizio. Il messaggio programmatico rappresentato dallo scudo è il seguente: il vescovo vuole essere fedele servo del Signore, dal quale attinge i doni di grazia, e eseguendo il suo mandato, li comunica ai fedeli. |